# سارة صبري
سارة صبري (مواليد 23 مايو 1993) هي مهندسة مصرية-لبنانية، رائدة فضاء مدنية، رائدة أعمال، ومؤسسة والمديرة التنفيذية لمنظمة "مبادرة الفضاء العميق" غير الربحية. اشتهرت بكونها أول مصري وأول امرأة عربية وأفريقية تسافر إلى الفضاء.
تعد سارة متحدثة دولية رئيسية، حيث تشارك خبراتها في مجالات ريادة الأعمال، التكنولوجيا، السفر إلى الفضاء، وتجاوز التحديات الشخصية.

## التعليم والمسيرة المهنية
تخرجت سارة من الثانوية الفرنسية في القاهرة وحصلت على درجة البكالوريوس في الهندسة الميكانيكية من الجامعة الأمريكية بالقاهرة عام 2016، مع تخصصات فرعية في علم الأحياء والكيمياء والطب التحضيري. أكملت لاحقًا درجة الماجستير في الهندسة الطبية الحيوية من جامعة البوليتكنيك في ميلانو عام 2020، حيث ركزت أبحاثها على استخدام الذكاء الاصطناعي في الجراحة بمساعدة الروبوت.
حاليًا، تسعى سارة للحصول على درجة الدكتوراه في علوم الفضاء الجوي من جامعة داكوتا الشمالية بالولايات المتحدة، وتعمل على أبحاث هندسة بذلات الفضاء في مختبر رحلات الفضاء البشرية الممول من ناسا.

## الأبحاث والأنشطة الفضائية
في عام 2021، أصبحت سارة أول رائدة فضاء تناظرية مصرية عندما شاركت كضابطة طبية في محاكاة لمهمة قمرية بمحطة أبحاث LunAres.
كما أسست منظمة "مبادرة الفضاء العميق"، التي تهدف إلى توسيع نطاق الوصول إلى الفضاء من خلال توفير فرص تعليمية وبحثية لتشجيع الأفراد على دخول مجال الفضاء بخبرة عملية. تقدم المبادرة شهادات دورات تتعلق بصحة وأداء رواد الفضاء، والهندسة المعمارية الفضائية، وأنظمة النقل الفضائي.

## رحلة الفضاء
في عام 2022، تم اختيار سارة من بين أكثر من 7,000 متقدم عالمي للمشاركة في برنامج "Space for Humanity". وفي 4 أغسطس 2022، أصبحت أول مصري وأول امرأة عربية وأفريقية تسافر إلى الفضاء، حيث حلّقت على متن رحلة Blue Origin NS-22، وهي رحلة شبه مدارية وصلت إلى ارتفاع 107 كيلومترات فوق مستوى سطح البحر.

## جوائز
تقديرًا لإسهاماتها في مجال الفضاء، حصلت سارة على جائزة "IAF Emerging Space Leader".